# Viken (comtat)
Viken és un comtat de Noruega situat a la regió geogràfica d'Østlandet. Limita al nord amb els comtats d'Innlandet i Oslo; al sud amb el de Vestfold og Telemark; a l'est amb el de Vestland; i a l'oest amb Suècia (comtats de Västra Götaland, al sud-oest; i Värmland, al nord-oest).
Va ser creat l'1 de gener de 2020 a partir de la fusió dels comtats d'Akershus, Buskerud, Østfold i Vestfold, afegint-hi tres municipis de l'antic comtat d'Oppland. El seu nom prové de Viken, una regió històrica situada a l'oest de Suècia que abans de l'edat mitjana també incloïa àrees situades al sud-est de l'actual Noruega, tot i que les seves fronteres són completament diferents i no inclou parts clau de la regió històrica.

## Municipis
El comtat de Viken està format per 51 municipis (kommuner):
| Núm. | Núm. de municipi | Nom            | Població a 1 de gener de 2020 | Data de creació    | Núm. de l'antic municipi                                         | Antic comtat |
| ---- | ---------------- | -------------- | ----------------------------- | ------------------ | ---------------------------------------------------------------- | ------------ |
| 1    | 3001             | Halden         | 31,373                        | 1 de gener de 2020 | 0101 Halden                                                      | Østfold      |
| 2    | 3002             | Moss           | 49,273                        | 1 de gener de 2020 | 0104 Moss 0136 Rygge                                             | Østfold      |
| 3    | 3003             | Sarpsborg      | 56,732                        | 1 de gener de 2020 | 0105 Sarpsborg                                                   | Østfold      |
| 4    | 3004             | Fredrikstad    | 82,385                        | 1 de gener de 2020 | 0106 Fredrikstad                                                 | Østfold      |
| 5    | 3005             | Drammen        | 101,386                       | 1 de gener de 2020 | 0602 Drammen 0625 Nedre Eiker                                    | Buskerud     |
| 5    | 3005             | Drammen        | 101,386                       | 1 de gener de 2020 | 0711 Svelvik                                                     | Vestfold     |
| 6    | 3006             | Kongsberg      | 27,723                        | 1 de gener de 2020 | 0604 Kongsberg                                                   | Buskerud     |
| 7    | 3007             | Ringerike      | 30,641                        | 1 de gener de 2020 | 0605 Ringerike                                                   | Buskerud     |
| 8    | 3011             | Hvaler         | 4,668                         | 1 de gener de 2020 | 0111 Hvaler                                                      | Østfold      |
| 9    | 3012             | Aremark        | 1,325                         | 1 de gener de 2020 | 0118 Aremark                                                     | Østfold      |
| 10   | 3013             | Marker         | 3,595                         | 1 de gener de 2020 | 0119 Marker                                                      | Østfold      |
| 11   | 3014             | Indre Østfold  | 44,792                        | 1 de gener de 2020 | 0122 Trøgstad 0123 Spydeberg 0124 Askim 0125 Eidsberg 0138 Hobøl | Østfold      |
| 12   | 3015             | Skiptvet       | 3,805                         | 1 de gener de 2020 | 0127 Skiptvet                                                    | Østfold      |
| 13   | 3016             | Rakkestad      | 8,255                         | 1 de gener de 2020 | 0128 Rakkestad                                                   | Østfold      |
| 14   | 3017             | Råde           | 7,508                         | 1 de gener de 2020 | 0135 Råde                                                        | Østfold      |
| 15   | 3018             | Våler          | 5,736                         | 1 de gener de 2020 | 0137 Våler                                                       | Østfold      |
| 16   | 3019             | Vestby         | 18,042                        | 1 de gener de 2020 | 0211 Vestby                                                      | Akershus     |
| 17   | 3020             | Nordre Follo   | 59,288                        | 1 de gener de 2020 | 0213 Ski 0217 Oppegård                                           | Akershus     |
| 18   | 3021             | '''Ås'''       | 20,439                        | 1 de gener de 2020 | 0214 Ås                                                          | Akershus     |
| 19   | 3022             | Frogn          | 15,877                        | 1 de gener de 2020 | 0215 Frogn                                                       | Akershus     |
| 20   | 3023             | Nesodden       | 19,616                        | 1 de gener de 2020 | 0216 Nesodden                                                    | Akershus     |
| 21   | 3024             | Bærum          | 127,731                       | 1 de gener de 2020 | 0219 Bærum                                                       | Akershus     |
| 22   | 3025             | Asker          | 94,441                        | 1 de gener de 2020 | 0220 Asker                                                       | Akershus     |
| 22   | 3025             | Asker          | 94,441                        | 1 de gener de 2020 | 0627 Røyken 0628 Hurum                                           | Buskerud     |
| 23   | 3026             | Aurskog-Høland | 17,390                        | 1 de gener de 2020 | 0121 Rømskog                                                     | Østfold      |
| 23   | 3026             | Aurskog-Høland | 17,390                        | 1 de gener de 2020 | 0222 Aurskog-Høland                                              | Akershus     |
| 24   | 3027             | Rælingen       | 18,530                        | 1 de gener de 2020 | 0228 Rælingen                                                    | Akershus     |
| 25   | 3028             | Enebakk        | 11,110                        | 1 de gener de 2020 | 0229 Enebakk                                                     | Akershus     |
| 26   | 3029             | Lørenskog      | 41,460                        | 1 de gener de 2020 | 0230 Lørenskog                                                   | Akershus     |
| 27   | 3030             | Lillestrøm     | 85,983                        | 1 de gener de 2020 | 0226 Sørum 0227 Fet 0231 Skedsmo                                 | Akershus     |
| 28   | 3031             | Nittedal       | 24,249                        | 1 de gener de 2020 | 0233 Nittedal                                                    | Akershus     |
| 29   | 3032             | Gjerdrum       | 6,890                         | 1 de gener de 2020 | 0234 Gjerdrum                                                    | Akershus     |
| 30   | 3033             | Ullensaker     | 39,625                        | 1 de gener de 2020 | 0235 Ullensaker                                                  | Akershus     |
| 31   | 3034             | Nes            | 23,092                        | 1 de gener de 2020 | 0236 Nes                                                         | Akershus     |
| 32   | 3035             | Eidsvoll       | 25,436                        | 1 de gener de 2020 | 0237 Eidsvoll                                                    | Akershus     |
| 33   | 3036             | Nannestad      | 14,139                        | 1 de gener de 2020 | 0238 Nannestad                                                   | Akershus     |
| 34   | 3037             | Hurdal         | 2,854                         | 1 de gener de 2020 | 0239 Hurdal                                                      | Akershus     |
| 35   | 3038             | Hole           | 6,799                         | 1 de gener de 2020 | 0612 Hole                                                        | Buskerud     |
| 36   | 3039             | Flå            | 1,050                         | 1 de gener de 2020 | 0615 Flå                                                         | Buskerud     |
| 37   | 3040             | Nesbyen        | 3,273                         | 1 de gener de 2020 | 0616 Nes                                                         | Buskerud     |
| 38   | 3041             | Gol            | 4,608                         | 1 de gener de 2020 | 0617 Gol                                                         | Buskerud     |
| 39   | 3042             | Hemsedal       | 2,486                         | 1 de gener de 2020 | 0618 Hemsedal                                                    | Buskerud     |
| 40   | 3043             | Ål             | 4,674                         | 1 de gener de 2020 | 0619 Ål                                                          | Buskerud     |
| 41   | 3044             | Hol            | 4,441                         | 1 de gener de 2020 | 0620 Hol                                                         | Buskerud     |
| 42   | 3045             | Sigdal         | 3,467                         | 1 de gener de 2020 | 0621 Sigdal                                                      | Buskerud     |
| 43   | 3046             | Krødsherad     | 2,212                         | 1 de gener de 2020 | 0622 Krødsherad                                                  | Buskerud     |
| 44   | 3047             | Modum          | 14,115                        | 1 de gener de 2020 | 0623 Modum                                                       | Buskerud     |
| 45   | 3048             | Øvre Eiker     | 19,423                        | 1 de gener de 2020 | 0624 Øvre Eiker                                                  | Buskerud     |
| 46   | 3049             | Lier           | 26,811                        | 1 de gener de 2020 | 0626 Lier                                                        | Buskerud     |
| 47   | 3050             | Flesberg       | 2,688                         | 1 de gener de 2020 | 0631 Flesberg                                                    | Buskerud     |
| 48   | 3051             | Rollag         | 1,390                         | 1 de gener de 2020 | 0632 Rollag                                                      | Buskerud     |
| 49   | 3052             | Nore og Uvdal  | 2,439                         | 1 de gener de 2020 | 0633 Nore og Uvdal                                               | Buskerud     |
| 50   | 3053             | Jevnaker       | 6,852                         | 1 de gener de 2020 | 0532 Jevnaker                                                    | Oppland      |
| 51   | 3054             | Lunner         | 9,048                         | 1 de gener de 2020 | 0533 Lunner                                                      | Oppland      |